# San Sebastián de la Gomera
San Sebastián de la Gomera è un comune spagnolo di 6 618 abitanti situato nella comunità autonoma delle Canarie. In Puntallana è l'Eremo della Vergine di Guadalupe, patrona dell'isola di La Gomera.

## Storia
L'area era abitata dai Guanci prima dell'arrivo degli spagnoli. Hernán Peraza arrivò nel 1440. Cristoforo Colombo si fermò nel porto il 6 settembre 1492 prima di dirigersi verso le Indie, ma arrivò invece in America. L'edificio in cui soggiornò Colombo mentre era sull'isola è ora un museo. La città prende il nome da San Sebastián de Milán, santo e martire paleocristiano.
Intorno al 1599, un gruppo di olandesi tentò di invadere l'isola attraverso il porto di Villa, ma furono respinti dai Gomerani. Intorno al 1850 San Sebastián assorbì il comune di Jerduñe.

## Monumenti e luoghi d'interesse
Nel paese si trova la Torre del Conde, costruita tra il 1447 e il 1450 dal conte della Gomera, e che, durante una ribellione degli indigeni dell'isola, fu luogo di rifugio per i castigliani.
Degno di nota a San Sebastián è anche la chiesa di Nuestra Señora de la Asunción e l'eremo di San Sebastián, storico patrono dell'isola della Gomera e patrono della città.
Il museo archeologico espone una collezione di reperti dell'antico popolo aborigeno dei Gomero.